# Priseaca
Priseaca is een Roemeense gemeente in het district Olt.
Priseaca telt 1886 inwoners.